# روبرت هويل
روبرت هويل (23 يناير 1877 في المملكة المتحدة - 27 سبتمبر 1942 في المملكة المتحدة) (بالإنجليزية: Robert Howell)‏ هو لاعب كريكت بريطاني وبريطاني (وحمل سابقاً جنسية المملكة المتحدة لبريطانيا العظمى وأيرلندا). لعب مع نادي مقاطعة ساسكس للكركيت ‏ ونادي جامعة كامبريدج للكريكيت ‏.

## وصلات خارجية
- روبرت هويل على موقع إي آس بي آن كريك إنفو (الإنجليزية)